# Henry Racamier
Henry Racamier (25 de junho de 1912 - 29 de março de 2003) foi um empresário e industrial francês. É mais conhecido por ser cofundador do conglomerado de luxo LVMH e por transformar a Louis Vuitton numa marca reconhecida internacionalmente, com milhares de milhões de dólares em vendas.

## Vida
Racamier nasceu em Pont-de-Roide-Vermondans, na região de Franco-Condado, em França. O seu irmão mais novo era o psiquiatra e psicanalista Paul-Claude Racamier. Era filho de um industrial. Após se ter licenciado em gestão pela HEC Paris, iniciou a sua carreira na indústria do aço, trabalhando nas fábricas de automóveis Peugeot em 1936. Em 1946, fundou a sua própria empresa, a Stinox, que vendeu à Thyssen em 1977. Com os ativos obtidos da venda, assumiu as rédeas da Louis Vuitton nesse mesmo ano.
Começou a mudar substancialmente o modelo de negócio e transformou pequenas lojas de artigos de couro numa rede internacional de lojas operadas pela empresa em todo o mundo para vender a mercadoria. Para tornar a marca conhecida internacionalmente, começou a patrocinar eventos desportivos de alto nível e criou uma nova estratégia de marketing que levaria a marca ao topo e se tornaria conhecida em todo o mundo. Em 1984, abriu o capital da Louis Vuitton. Em 1987, fundiu a Moet Hennessy e a Louis Vuitton para criar a LVMH. Entre 1987 e 1990, ele e Alain Chevalier, o outro cofundador do grupo de luxo, travaram uma guerra aberta contra Bernard Arnault, que estava a tomar o poder; Arnault teve sucesso e expulsou Racamier do conselho de administração da empresa em 1990.
Depois de ter sido forçado a sair da LVMH, Racamier recorreu a uma holding familiar, a Orcofi, para unir forças com o grupo bancário francês Paribas e a L'Oréal num acordo de fusão e aquisição para adquirir a marca Lanvin. Os especialistas do setor pensaram que ele formaria outro concorrente para a LVMH, mas em vez disso virou-se para a vela e para a música. Foi um importante patrono e filantropo da Ópera de Paris.
Racamier foi também um patrocinador de destaque de competições internacionais de vela e, em 2019, foi introduzido postumamente no Hall of Fame da America's Cup.